# Opłotki (Štětín)

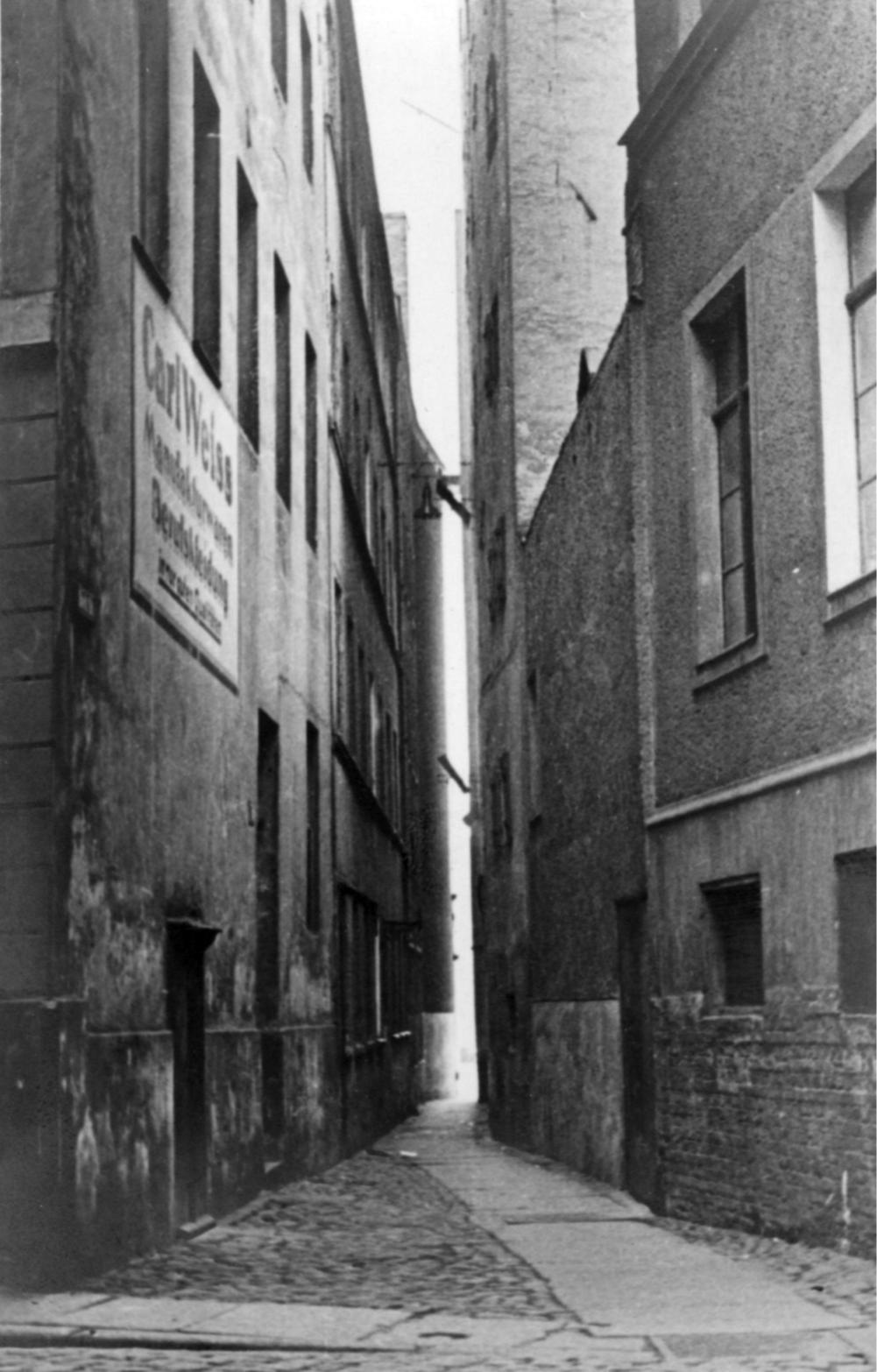
Hackgasse – nejužší ulice v předválečném Štětíně

Opłotki je ulice o délce 38,8 m na Starém Městě ve čtvrti Śródmieście ve Štětíně. Vede z jihovýchodu na severozápad a spojuje ulici Mała Odrzańska s ulicí Wielka Odrzańska a Novým trhem.

## Dějiny
Barnim I., pomořanský vévoda v letech 1220–1278, založil v oblasti dolního Starého Města osadu, kterou osídlili němečtí obchodníci. Moderní ulice Opłotki se nachází v blízkosti bývalého plotu chránícího areál tohoto sídla.
Nejstarší název dnešní ulice Opłotki (de stauen) označuje lázeňský dům zmíněný v roce 1495 jako majetek kostela svatého Mikuláše (de stauen achter S. Niclas kerken). V polovině 16. století se město stalo vlastníkem lázní. V roce 1536 byla ulice popsána jako „na místě [zvaném] lázeňské domy“ a v roce 1711 jako „u lázeňských domů“. Na začátku 18. století byl lázeňský dům uzavřen. Pravděpodobně kvůli této události byla v roce 1722 ulice přejmenována z Lázeňské na Opłotki (das Stavehl, jetze die Hack genannt). Nicméně o rok později a v roce 1786 byl název „Łaziebna“ zaznamenán. V roce 1811 byla ulice nazývána „Die Hakke“. Po roce 1856 byla ulice rozdělena. V horní části byla zahrnuta do sledu ulice Kleine Oderstrasse (Mała Odrzańska) a dolní část byla pojmenována Hackgasse. Na křižovatce s bulvárem se spodní část ulice zúžila na šířku malého průchodu mezi stěnami protilehlých budov; byla to nejužší ulice v předválečném Štětíně.
Během druhé světové války byly budovy v Hackgasse zničeny. Po válce se dolní i horní část nazývala ulice Murna. Ve 40. letech 20. století byly téměř všechny ruiny budov zbořeny, zbyl jen částečně zničený dům novin Stettiner General-Anzeiger z konce 19. století. Tento činžovní dům byl zbořen až kolem roku 1954. V důsledku výstavby dálnici „Arteria Nadodrzańska“ byla dolní část ulice zlikvidována. V roce 1955 se přežívající horní část ulice jmenovala Opłotki. Na přelomu 20. a 21. století byly parcely na pravé straně dochované části ulice zastavěny postmoderními nájemními domy. Levé průčelí zůstalo nezastavěné až do roku 2015. Ve stejném roce byla zahájena výstavba nového činžovního domu, ale stavební práce byly pozastaveny a byly obnoveny až v roce 2018.

## Kalendář změn názvu ulice
| Platnost  | Název              |
| --------- | ------------------ |
| 1498      | straten de stauele |
| 1536      | ord der stavelen   |
| 1711      | im Stävel          |
| 1722      | die Hack           |
| 1723      | das stavehl        |
| 1786      | im Bad Staven      |
| 1811      | die Hakke          |
| 1856–1945 | Hackgasse          |
| 1945–1955 | ulica Murna        |
| od 1955   | ulica Opłotki      |

## Budovy, firmy a instituce
- Dům Stettiner General-Anzeiger (zbořen v roce 1954)